# Йохан Волфарт ван Бредероде
Йохан Волфарт ван Бредероде (на нидерландски: Joan (Jan, Johan, Hans) Wolfert van Brederode; на немски: Johann Wolfart van Brederode; * 12 юли 1599 във Вианен в провинция Утрехт; † 3 септември 1655 в Петершем в Графство Лоон) е суверенен господар на Вианен, фрайхер на Бредероде и господар на Ноорделоос и Алмайде и др. Той е нидерлански държавник и главен командир на войската на Нидерландия по време на Републиката на Съединените провинции.
Той произлиза от стария най-знатен през Средновековието нидерландски благороднически род Бредероде, на която е предпоследният представител. Той е син на граф Флорис ван Бредероде, владетел на Клоетинге († 1599) и съпругата му Теодора ван Хафтен († ок. 1630). Той сменя дядо си Валравен IV ван Бредероде († 1620) като владетел на всички собствености.
Йохан Волфарт ван Бредероде започва държавна служба и бързо прави кариера. Той става полковник на Компания ван Бредероде и през 1626 г. е номиниран на генерал-лейтенант. През 1630 г. той е бригада-генерал и губернатор на Хертогенбос. През 1642 г. е генерал на артилерията и става фелдмаршал на Републиката.
Ван Бредероде не е привърженик на щатхалтера от фамилията Орания-Насау. Той се разбира като републиканец и е приятел с холандския политически вожд Йохан де Вит.
Йохан Волфарт ван Бредероде умира на 56 години на 3 септември 1655 г. в Петершем, Лимбург, Белгия, и е погребан във Вианен.

## Фамилия
Йохан Волфарт се жени на 14 юни 1619 г. в Бройч за графиня Анна Йохана фон Насау-Зиген (* 3 март 1594; † 7 декември 1636), дъщеря на граф Йохан VII фон Насау-Зиген (1561 – 1623) и Магдалена фон Валдек (1558 – 1599). Те имат децата:. Те имат децата:
- София Теодора (16 март 1620 – 23 сертември 1678), омъжена през април 1644 г. в Ден Бош, Брабант, за братовчед си, бургграф Кристиан Албрехт фон Дона-Шлобитен (30 ноември/10 декември 1621 – 14 декември 1677)
- Юлиана (1621/1622 – 10 юли 1678)
- Валраф
- Флорентина (7 януари/13 февруари 1624 – 13 януари 1698), омъжена за граф Мориц фон Золмс-Браунфелс (21 ноември 1622 – 30 ноември 1678)
- Анна Тражектина/Траектана (1625 – 23 февруари 1672), омъжена през 1670 г. за граф Георг Херман Райнхард фон Вид (1640 – 1690)
- Анна Амалия Маргарета (1626 – 14 август 1663), омъжена I. на 13 февруари 1645 г. за Албрехт Хендрик Славата фрайхер Хлума-Косемберг († 1661), II. на 28 декември 1662 г. за Готлиб Амадеус фон Виндиш-Грец (13 март 1630 – 25/26 декември 1695 Виена)[4]

Йохан Волфарт се жени втори път на 11 февруари 1638 г. в Хага за Лудовика/Луиза Кристина фон Золмс-Браунфелс (* 17 октомври 1606; † 24 март 1669), дъщеря на граф Йохан Албрехт I фон Золмс-Браунфелс (1563 – 1623) и Агнес фон Сайн-Витгенщайн (1568 – 1617). Те имат децата:
- Хендрик III ван Бредероде (28 ноември 1638 – 1 юли 1657)
- Луиза Кристина (21 декември 1639 – май 1660), омъжена на 15 септември 1658 г. за Фабиан фон Дона-Рейхертсвалде (10 август 1617 – 22 ноември 1668)
- Валравина (1642 – 1660)
- Хедвиг Агнес (10/18 август 1643 – 27 ноември 1684)
- Амалия Вилхелмина (1643 – ?), омъжена на 10 април 1664 г. за Арманд Номпа де Комонт ла Форса, маркиз де Монпуян (1615 – 16 май 1701 в Хага)
- Шарлота Мария (пр. 7 април 1648 – 22 октомври 1649)
- Волферт ван Бредероде (18 ноември 1649 – 15 юни 1679), последен мъжки наследник на семейството Бредероде
- Флорис Алберт Белгикус (пр. 1 ноември 1652 – 25 август 1655)